# 長水ジャンクション
長水ジャンクション（チャンスジャンクション）は大韓民国全北特別自治道長水郡にある中部高速道路（35号線）とセマングム浦項高速道路（20号線）を結ぶジャンクションである。

## 接続する路線

### 大田・統営方面
- 中部高速道路（14番）

### 益山・長水方面
- セマングム浦項高速道路（6番）

## 隣
中部高速道路
- (13) 西上IC - (14) 長水JCT - 徳裕山SA

セマングム浦項高速道路
- (5) 長水IC - (6) 長水JCT

Template:セマングム浦項高速道路